# Helen Alfredssonová
Helen Christine Alfredssonová (* 9. dubna 1965 Göteborg) je švédská golfistka. Hraje od svých jedenácti let, v letech 1981, 1982, 1983, 1984, 1986 a 1988 se stala amatérskou mistryní Švédska, reprezentovala svoji zemi na Espirito Santo Trophy. Působila v Paříži jako modelka, v USA vystudovala Alliant International University. Od roku 1989 hrála v profesionální sérii Ladies European Tour, kde vyhrála jedenáct turnajů a v roce 1998 získala cenu pro nejlépe vydělávající golfistku. Od roku 1991 působila rovněž v Ladies Professional Golf Association, kde byla vyhlášena nejlepší novou hráčkou. Vyhrála dva turnaje kategorie major: Women's British Open 1990 a Kraft Nabisco Championship 1993, je také se třemi prvenstvími (1994, 1998 a 2008) historicky nejúspěšnější účastnicí The Evian Championship. V letech 1992 a 2000 vyhrála s týmem Evropy Solheim Cup. V roce 2013 ukončila profesionální kariéru a startuje na veteránských soutěžích Legends Tour. Jejím manželem byl v letech 2005 až 2016 bývalý hokejový internacionál Kent Nilsson.